# Asplenium monanthemum
Asplenium monanthemum là một loài dương xỉ trong họ Aspleniaceae. Loài này được Murray mô tả khoa học đầu tiên năm 1784.
Danh pháp khoa học của loài này chưa được làm sáng tỏ. 